# Assó Visconti
Assó Visconti (en italià: Azzone Visconti) (Ferrara, Senyoriu de Milà 1302 - Milà 1339) fou el senyor de Milà entre 1329 i 1339. És considerat com el fundador de l'Estat de Milà, que posteriorment va esdevenir el ducat de Milà.

## Orígens familiars
Va néixer el 7 de desembre de 1302 a la ciutat de Ferrara, sent l'únic mascle legítim del senyor Galeàs I Visconti i Beatriu d'Este. Fou net per línia paterna de Mateu I Visconti i Bonacosa Borri, i per línia materna d'Opizzo II d'Este i Giacoma Fieschi.

## Senyor de Piacenza
El 1322 fou nomenat senyor de la ciutat de Piacenza juntament amb la seva mare, havent però de fugir l'octubre del mateix any a conseqüència d'una revolta ciutadana. El 1325 va prendre part en la victoriosa batalla d'Altopascio contra els güelfs, sent però posteriorment fet presoner a la presó de la fortalesa de Monza.

## Senyor de Milà
El 1327 va succeir al seu pare com a senyor de Milà, però per a refermar la seva posició l'any 1329 va comprar el títol de vicari imperial de Milà per 60.000 florins a l'emperador Lluís IV de Baviera, en oposició als dictats del papa, el qual reclamava el dret de realitzar aquests nomenaments. Assó va pagar solament 12.000 florins de la quantitat total promesa aprofitant-se del caràcter feble de l'emperador, que va ser incapaç de forçar el noble italià a pagar el total del deute. Així mateix, el 1330 va expirar l'amenaça d'excomunió que havia caigut sobre tota la família Visconti des dels temps del seu avi Mateu I Visconti, i el 15 de març fou nomenat Senyor vitalici de Milà.
L'agost de 1331 es va aliar amb Teodor I de Montferrat contra el rei Robert I de Nàpols amb la intenció d'apoderar-se de les possessions d'aquest al nord-oest de la península Itàlica. El 1332 va conquerir Bèrgam i Pizzighettone, el 1335 Lodi, Crema, Vercelli, Cremona i altres territoris de la Llombardia que havien estat cedits als Estats Pontificis pels seus anteriors amos.
Durant la guerra de Venècia contra Verona, Assó va donar suport a Venècia, cosa que el va fer enemistar profundament amb la família della Scala, que governava a Verona. Per a venjar-se, el senyor de Verona va incitar a Lodrisi Visconti a apoderar-se del Senyoriu de Milà, i aquest va acudir amb un exèrcit mercenari per conquerir el Senyoriu. Assó no va poder acudir a la batalla a conseqüència d'un terrible atac de gota, encapçalant l'exèrcit milanès el seu oncle Lluc Visconti. Aquest fou vencedor de la important batalla de Parabiago, ocorreguda el 20 de febrer de 1339, en la qual Lodrisi fou empresonat.

## Núpcies i mort
Es casà l'1 d'octubre de 1333 a la ciutat de Milà amb Caterina de Savoia-Vaud, filla de Lluís II de Vaud i Isabel de Châlon. D'aquesta unió no tingueren fills.
Assó va morir el 16 d'agost de 1339 per l'agraugement de la seva malaltia, sent enterrat a l'església de Sant Gotard de la ciutat de Milà. Sense descendents coneguts fou succeït pel seu oncle Lluc Visconti.